# Brandleitetunnel
Brandleitetunnel – tunel kolejowy o długości 3039 metrów, na osi wschód-zachód, w Lesie Turyńskim w Niemczech (Turyngia), zlokalizowany na linii kolejowej Neudietendorf – Grimmenthal, pomiędzy stacjami Gehlberg (598 m n.p.m.), a Oberhof (Thür.), 639 m n.p.m. Po oddaniu do użytku był to drugi pod względem długości tunel kolejowy w Niemczech. Budowa tunelu i otwarcie połączenia kolejowego stało się istotnym impulsem do rozwoju Oberhofu.

## Historia

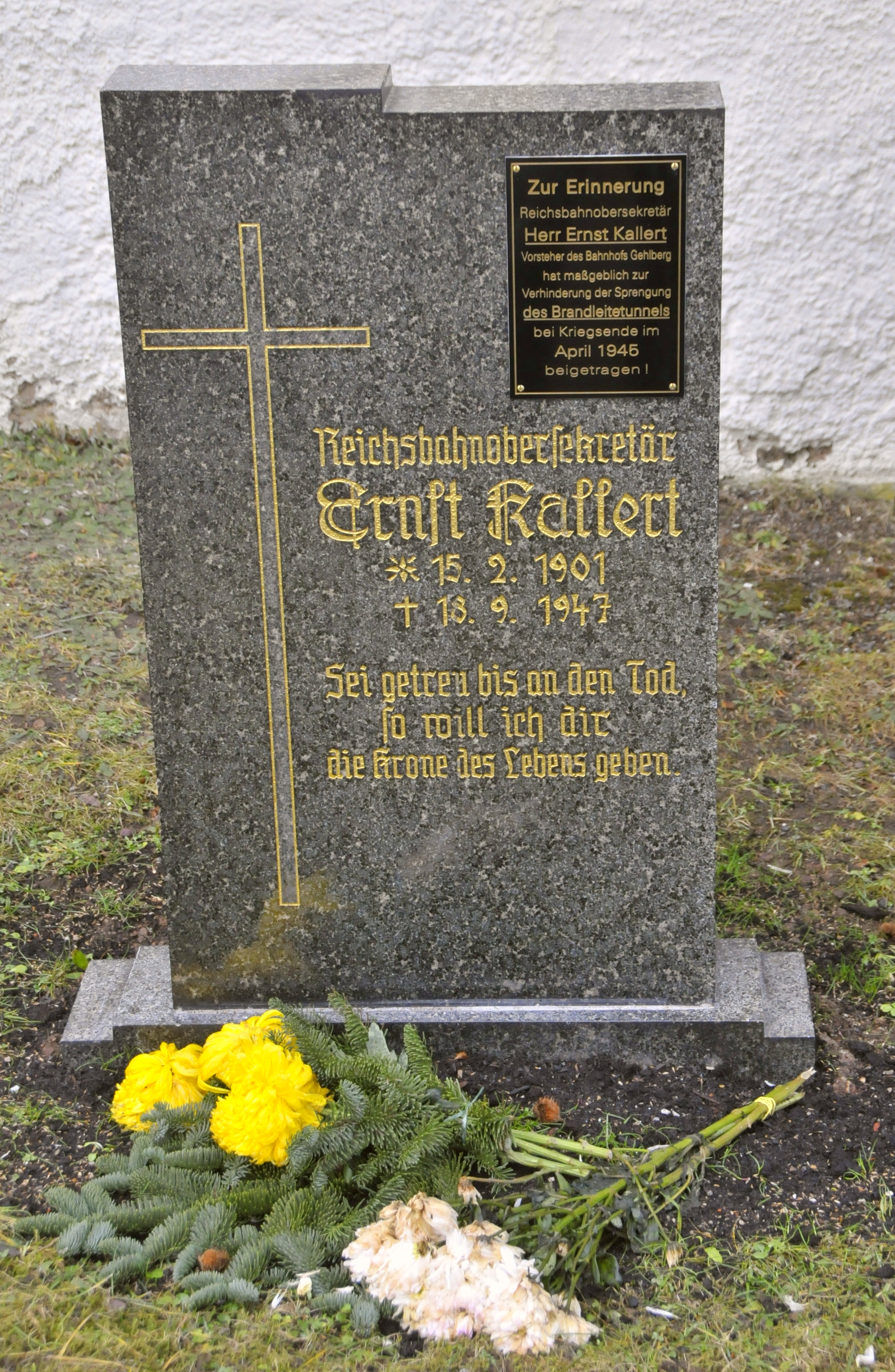
Nagrobek Ernsta Kallerta w Gehlbergu z adnotacją na temat tunelu

Prace przygotowawcze do budowy obiektu, który miał umożliwić przebycie wzgórz Lasu Turyńskiego (masyw Brandleite), rozpoczęto jesienią 1880. W budowie brało udział około 1380 robotników z Niemiec, Austrii, Polski i Włoch. Tunel budowano jednocześnie z dwóch stron, a do połączenia obu szybów doszło 21 lutego 1883. Otwarcie nastąpiło 19 marca 1884. W czasie powstania tunel był opisywany jako najtrudniejszy w budowie obiekt w Prusach i arcydzieło inżynierii. Podczas jego budowy zginęło pięć osób, a wiele innych zostało rannych. Ponad stu pracowników zmarło na dur brzuszny.
Uważa się, że obok tunelu Gotthard w Szwajcarii, Brandleitetunnel gromadził najwięcej przeciekających wód gruntowych w Europie. Ciągłe przesiąkanie wody skutkowało licznymi naprawami sklepienia i portali, ponieważ technologia kompleksowego uszczelnienia nie została podczas budowy jeszcze opanowana. Po 20 latach od otwarcia cała konstrukcja musiała zostać osuszona.
W kwietniu 1945, w ostatniej fazie II wojny światowej, tunel miał zostać wysadzony. Wykonaniu tego zamysłu zapobiec miał najwyższy sekretarz Reichsbahn, Ernst Kallert, który mieszkał w latach 1901–1947 w Gehlbergu i którego nagrobek na cmentarzu w tej miejscowości zawiera informacje na ten temat.
Krótko przed 120. rocznicą budowy tunelu kolejowego wydrążono obok tunel autostrady A71. Stworzyło to problemy ze względu na istotny wpływ budowy na sytuację wodną w masywie skalnym. W latach 2004–2005 tunel kolejowy w związku z tym wyremontowano. Został ponownie otwarty dla ruchu 3 lipca 2005. Podtorze zostało zastąpione płytą z podkładami betonowymi. Wymieniono też sygnalizację i zamontowano system przeciwpożarowy. Ze względu na problemy techniczne tunel remontowano zamiast pięciu, jedenaście miesięcy.
Od portalu wschodniego dwutorowa linia wznosi się na długości 2120 m o wskaźnik 10 promili, a następnie opada o 2 promile do portalu zachodniego. Na ostatnich kilku metrach w tunelu umieszczono pierwsze rozjazdy stacji Oberhof.